# بت تورنت (برنامج)
برنامج بت تورنت (بالإنجليزية: BitTorrent Software)‏ هو برنامج أدوير ند لند من برمجة برام كوهين وتطوير شركة بت تورنت يُستعمل لغرض رفع وتحميل الملفات من خلال بروتوكول بت تورنت.
بت تورنت هو أول عميل يستخدم من أجل بروتوكول إنترنت، حيت سُمِيَ تحت اسم ماينلاين (بالإنجليزية: Mainline)‏ من طرف مطوريه الأصليين. انطلاقا من النسخة 6.0 أصبح البرنامج ملكا تحت تصرف يوتورنت حيث لم يظل مفتوح المصدر، كما أصبح متاحا حاليا لكل من مايكروسوفت ويندوز، ماك أو إس إكس وأندرويد.

## التاريخ
في أبريل 2001، صمم المبرمج الأمريكي برام كوهين بروتوكول وأطلق لأول مرة خدمة بت تورنت في 2 يوليو 2001. وأصبحت الآن شركة مملوكة لصاحبها برام كوهين تحت نفس الاسم المستخدَم لأول مرة.
قبل خروج الإصدار 6.0، كانت بت تورنت تستعمل لغة بايثون كما كان برنامج مجاني. الإصدارات الصادرة بعد 30 ديسمبر 2001 كانت ذات ملكية عامة بدون أي رخصة. لكن انطلاقا من النسخة 3.4.2 أصبح البرنامج تحت رخصة إم أي تي. أما النسخ 4.x و 5.x فهي برخصة بت تورنت المفتوحة. نسختين وحيدتين (4.0 و 5.3) فقط كانتا من تعديل إكس إم بي بي وأصدرتا بشكل مفتوح المصدر من رخصة جنو العمومية.
النسخة 4.20 من البرنامج نُسِخت من أليغرو (بالإنجليزية: Alegro)‏ الخاص ببت تورنت، وزودت بمزود خدمة الإنترنت لجعل البرنامج إداري تنزيل ورفع الملفات.
النسخة 5.30 كانت نسخة مصدر مفتوح من طرف منظمة أرشيف الإنترنت.
انطلاقا من النسخة 6.0 أصبح البرنامج جزء ا من يوتورنت حيث لم يعد مفتوح المصدر.

## الخصائص
بت تورنت مكن مستعمليه من البحث عن الملفات المرغوبة في تحميلها من تورنت بواسطة صندوق بحث خاص في نافذة البرنامج باسم (ابحث عن تورنتز (بالإنجليزية: Search for torrents)‏) حيث يُظهر ملفات تورنت من خلال صفحة بحث تظهر على المتصفح.

## الإصدارات
| اللون | المعنى        |
| ----- | ------------- |
| أحمر  | إصدار قديم    |
| أخضر  | إصدار حالي    |
| أزرق  | إصدار مستقبلي |
| سماوي | ألفا/بيتا     |

| الإصدارات تحت رخصة الملكية العامة أو رخصة إم أي تي | الإصدارات تحت رخصة الملكية العامة أو رخصة إم أي تي |
| النسخة                                             | تاريخ الإصدار                                      |
| -------------------------------------------------- | -------------------------------------------------- |
| 1.0.0                                              | 2001 يوليو 2                                       |
| 1.0.5                                              | 2001 يوليو 20                                      |
| 1.0.6                                              | 2001 يوليو 24                                      |
| 2.0.2                                              | 2001 أغسطس 10                                      |
| 2.1                                                | 2001 أغسطس 23                                      |
| 2.2                                                | 2001 سبتمبر 2                                      |
| 2.3.1                                              | 2001 سبتمبر 12                                     |
| 2.5                                                | 2001 أكتوبر 23                                     |
| 2.6.1                                              | 2002 يناير 6                                       |
| 2.6.2                                              | 2002 مارس 18                                       |
| 2.7                                                | 2002 أبريل 29                                      |
| 2.7.1                                              | 2002 أبريل 30                                      |
| 2.7.2                                              | 2002 مايو 6                                        |
| 2.8.0                                              | 2002 مايو 31                                       |
| 2.8.1                                              | 2002 يونيو 5                                       |
| 2.9                                                | 2002 يوليو 2                                       |
| 2.9.1                                              | 2002 يوليو 4                                       |
| 2.9.6                                              | 2002 يوليو 18                                      |
| 3.0.1                                              | 2002 أكتوبر 2                                      |
| 3.0.2                                              | 2002 نوفمبر 5                                      |
| 3.1                                                | 2003 يناير 2                                       |
| 3.2                                                | 2003 مارس 28                                       |
| 3.2.1b                                             | 2003 يونيو 5                                       |
| 3.3                                                | 2003 سبمتبر 24                                     |
| 3.4                                                | 2004 مارس 6                                        |
| 3.4.1                                              | 2004 مارس 11                                       |
| 3.4.1a                                             | 2004 مارس 12                                       |
| 3.4.2                                              | 2004 مايو 15                                       |

| الإصدارات تحت رخصة بت تورنت مفتوحة المصدر | الإصدارات تحت رخصة بت تورنت مفتوحة المصدر |
| الإصدار                                   | تاريخ الإصدار                             |
| ----------------------------------------- | ----------------------------------------- |
| 4.0.1                                     | 2005 أبريل 6                              |
| 4.1.0                                     | 2005 مايو 20                              |
| 4.1.1                                     | 2005 مايو 25                              |
| 4.0.4                                     | 2005 أغسطس 27                             |
| 4.1.4                                     | 2005 أغسطس 27                             |
| 4.1.6                                     | 2005 أكتوبر 13                            |
| 4.1.7                                     | 2005 نوفمبر 3                             |
| 4.1.8                                     | 2005 نوفمبر 18                            |
| 4.2.0                                     | 2005 نوفمبر 22                            |
| 4.2.1                                     | 2005 ديسمبر 5                             |
| 4.3.0                                     | 2005 ديسمبر 5                             |
| 4.3.2                                     | 2005 ديسمبر 11                            |
| 4.2.2                                     | 2005 ديسمبر 21                            |
| 4.3.3                                     | 2005 ديسمبر 21                            |
| 4.3.5                                     | 2006 يناير 9                              |
| 4.3.6                                     | 2006 يناير 25                             |
| 4.4.0                                     | 2006 فبراير 1                             |
| 4.9.2                                     | 2006 مايو 5                               |

| إصدارات ماك أو إس إكس |
| الإصدار               |
| --------------------- |
| 7.1.0 (22093)         |
| 7.1.1                 |
| 7.2.0                 |
| 7.2.2                 |
| 7.3.1                 |
| 7.3.2                 |
| 7.3.3                 |
| 7.3.5 (27628)         |